# Liste der Wappen im Landkreis St. Wendel
Die Liste der Wappen im Landkreis St. Wendel zeigt die Wappen der Städte, Gemeinden und ehemals selbständigen Gemeinden im saarländischen Landkreis St. Wendel.

## Landkreis St. Wendel

Landkreis St. Wendel[1] (Details)
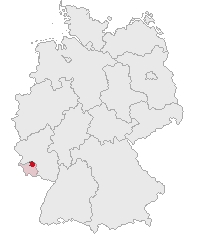
Lage des Landkreises St. Wendel in Deutschland
Lage des Landkreises St. Wendel im Saarland

## Wappen der Städte und Gemeinden

St. Wendel, Stadt
Freisen
Marpingen
Namborn (Details)
Nohfelden
Nonnweiler
Oberthal
Tholey

## Wappen ehemals selbständiger Gemeinden

### Ortsteile der Gemeinde Freisen

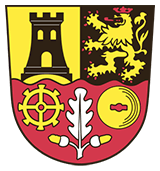
Asweiler
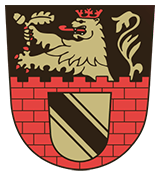
Eitzweiler
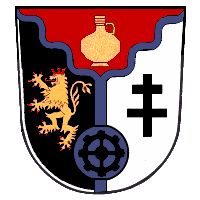
Grügelborn
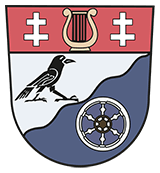
Haupersweiler
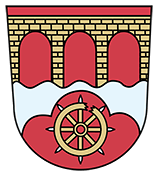
Oberkirchen
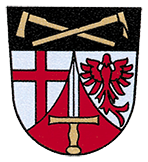
Reitscheid
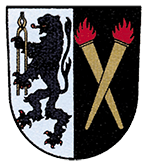
Schwarzerden

### Ortsteile der Gemeinde Marpingen

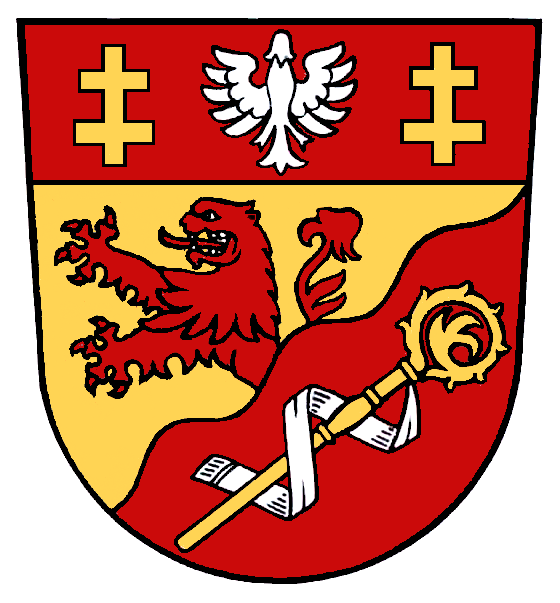
Alsweiler
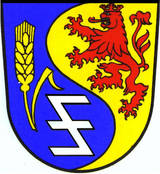
Berschweiler
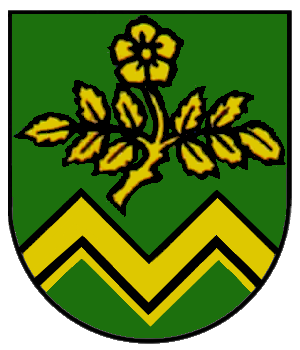
Dorf Marpingen
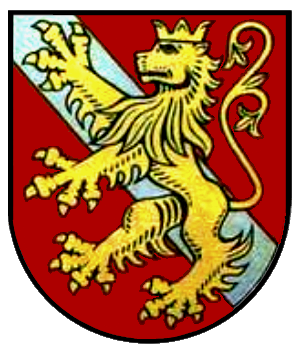
Urexweiler

### Ortsteile der Gemeinde Namborn

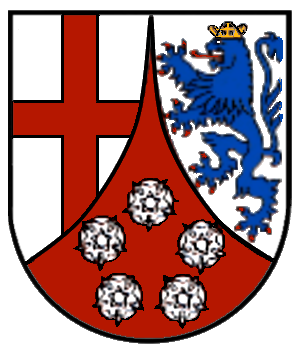
Baltersweiler
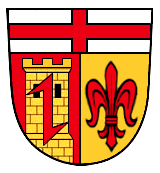
Eisweiler
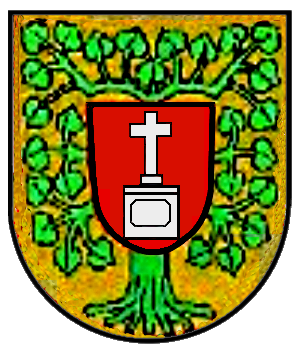
Furschweiler
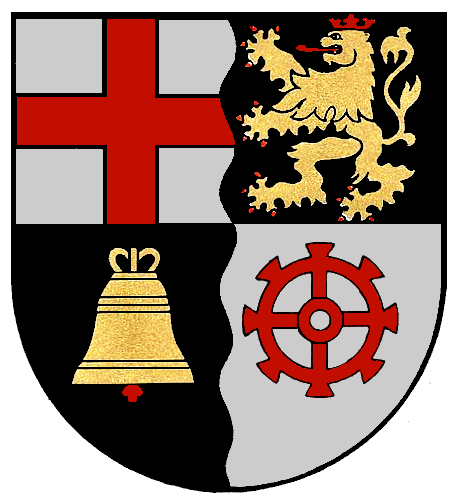
Gehweiler
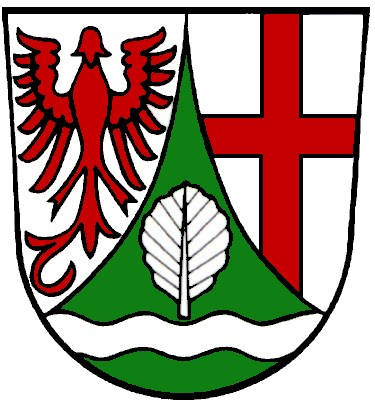
Heisterberg
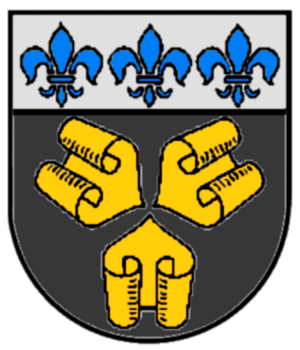
Hirstein
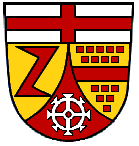
Hofeld-Mauschbach
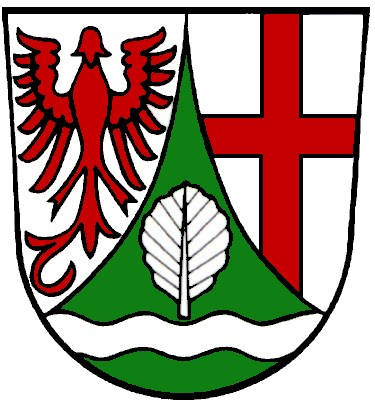
Namborn
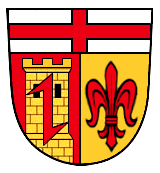
Pinsweiler
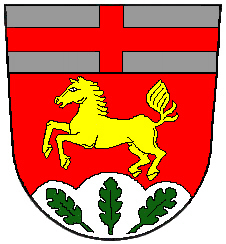
Roschberg

### Ortsteile der Gemeinde Nohfelden

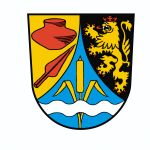
Bosen-Eckelhausen
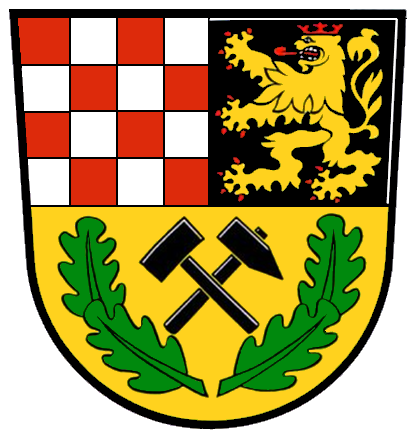
Eisen
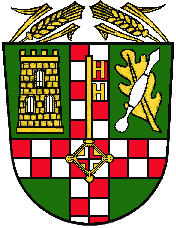
Eiweiler
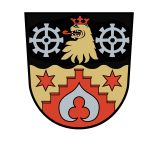
Gonnesweiler
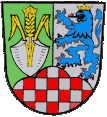
Mosberg-Richweiler
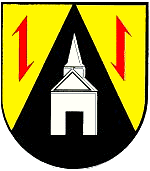
Neunkirchen
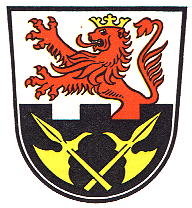
Nohfelden (Ortsteil)
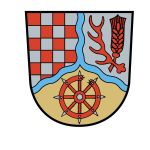
Selbach
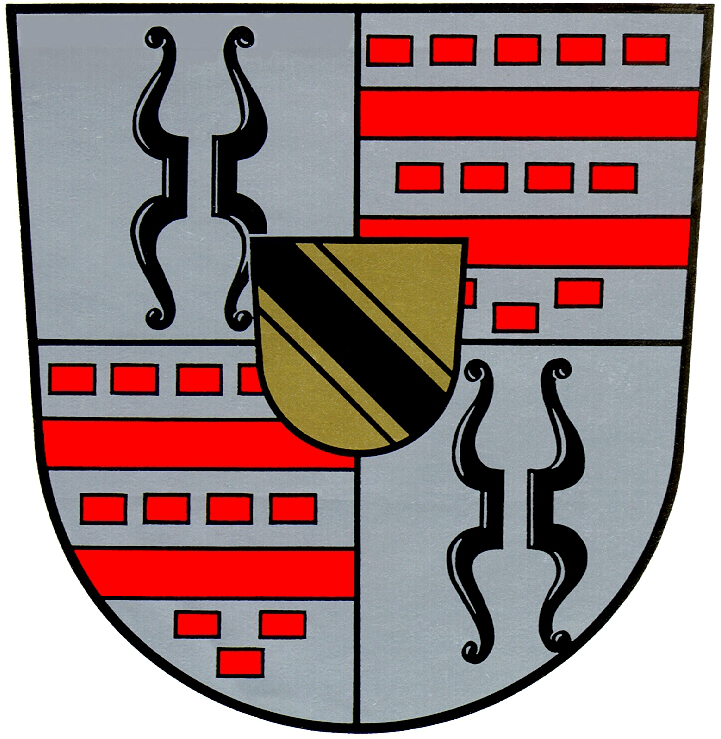
Sötern
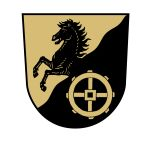
Türkismühle
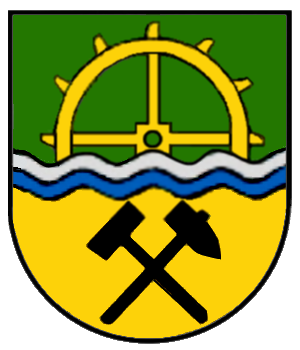
Walhausen (Saar)
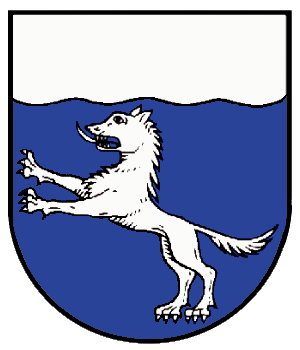
Wolfersweiler

### Ortsteile der Gemeinde Nonnweiler

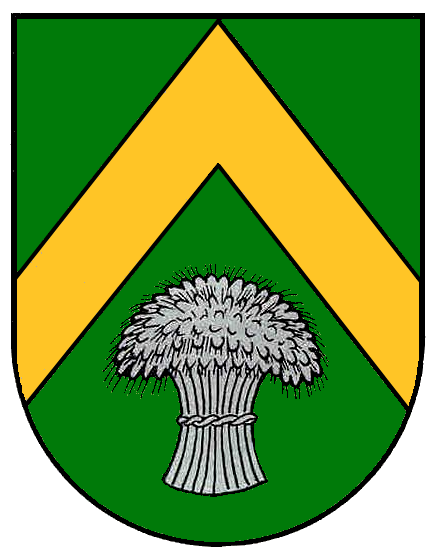
Bierfeld
Braunshausen
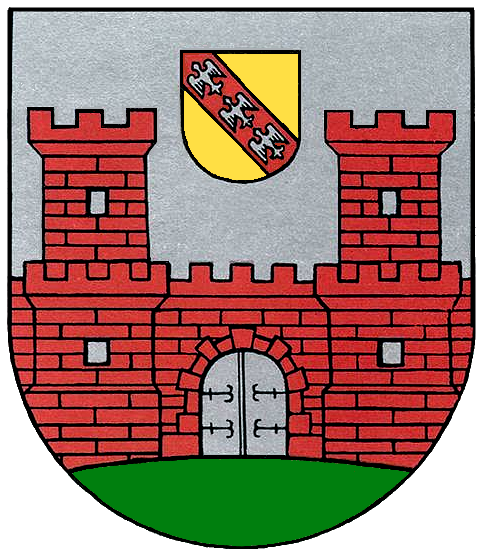
Kastel
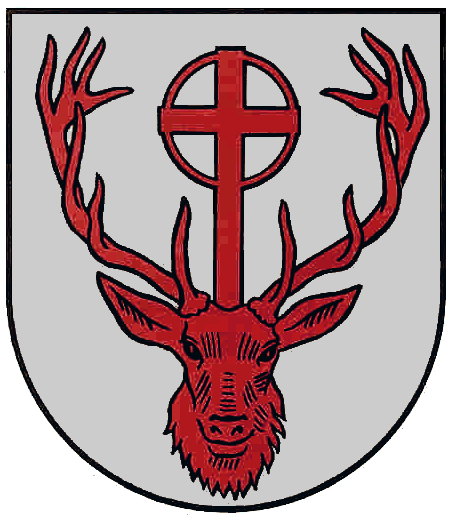
Nonnweiler (Ortsteil)
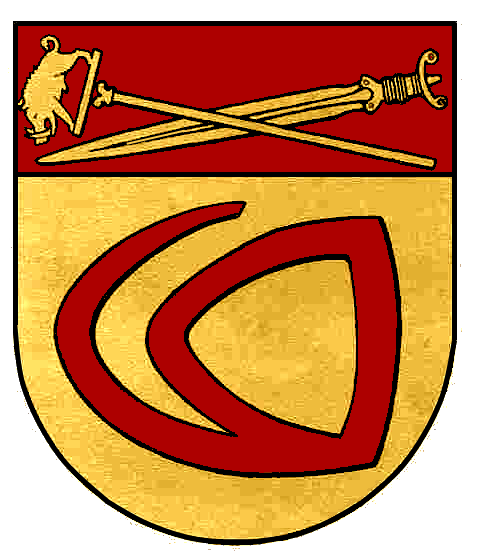
Otzenhausen
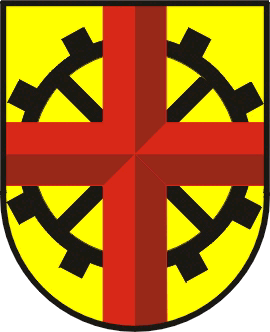
Primstal
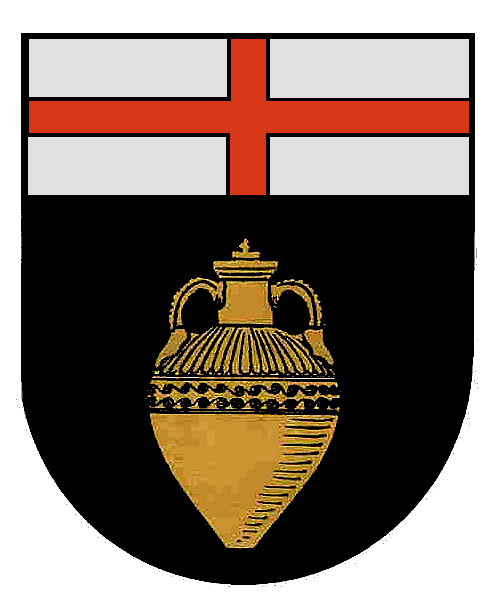
Schwarzenbach
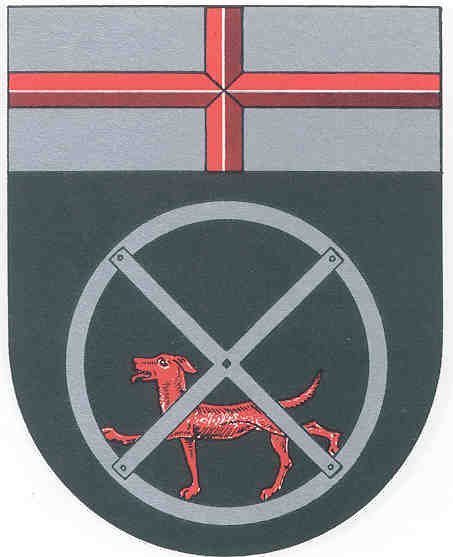
Sitzerath

### Ortsteile der Kreisstadt St. Wendel

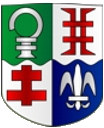
Bliesen
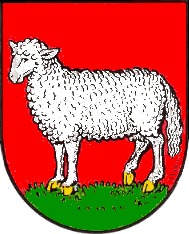
Bubach
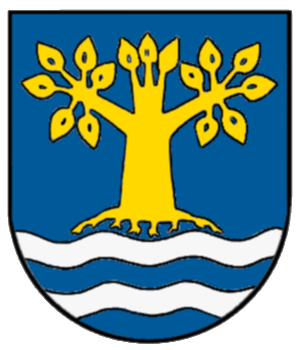
Dörrenbach
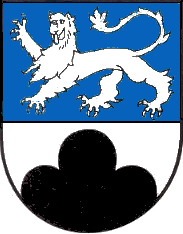
Hoof
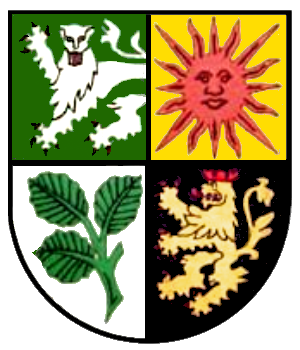
Leitersweiler
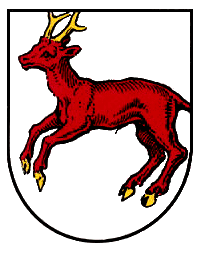
Marth
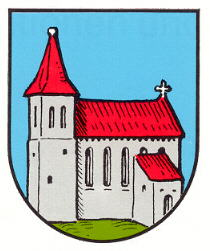
Niederkirchen
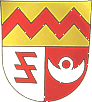
Niederlinxweiler
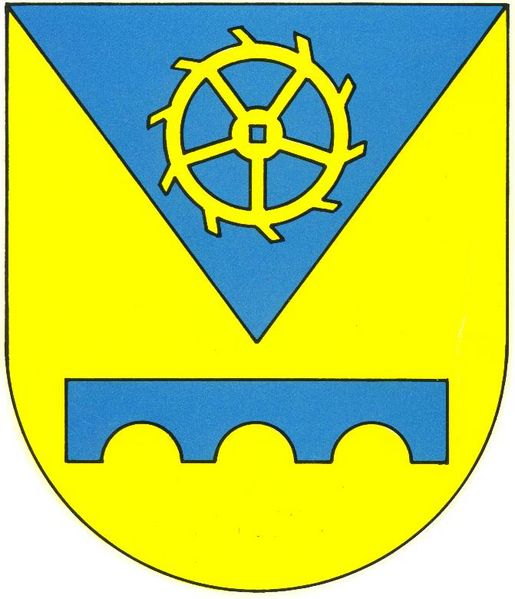
Oberlinxweiler
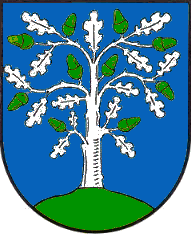
Osterbrücken
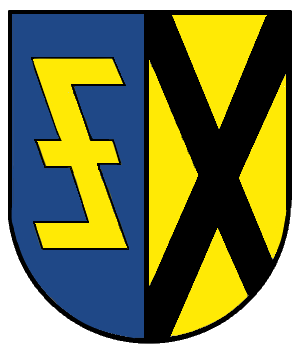
Remmesweiler
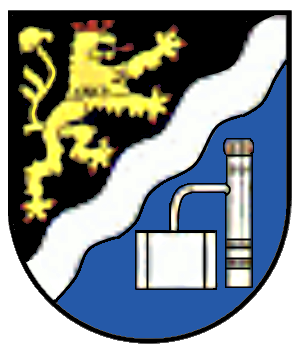
Saal (St. Wendel)
Urweiler
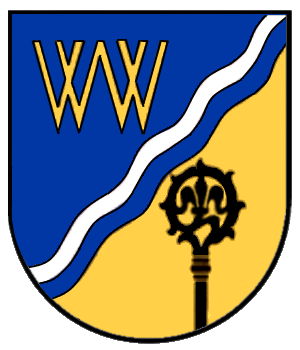
Werschweiler
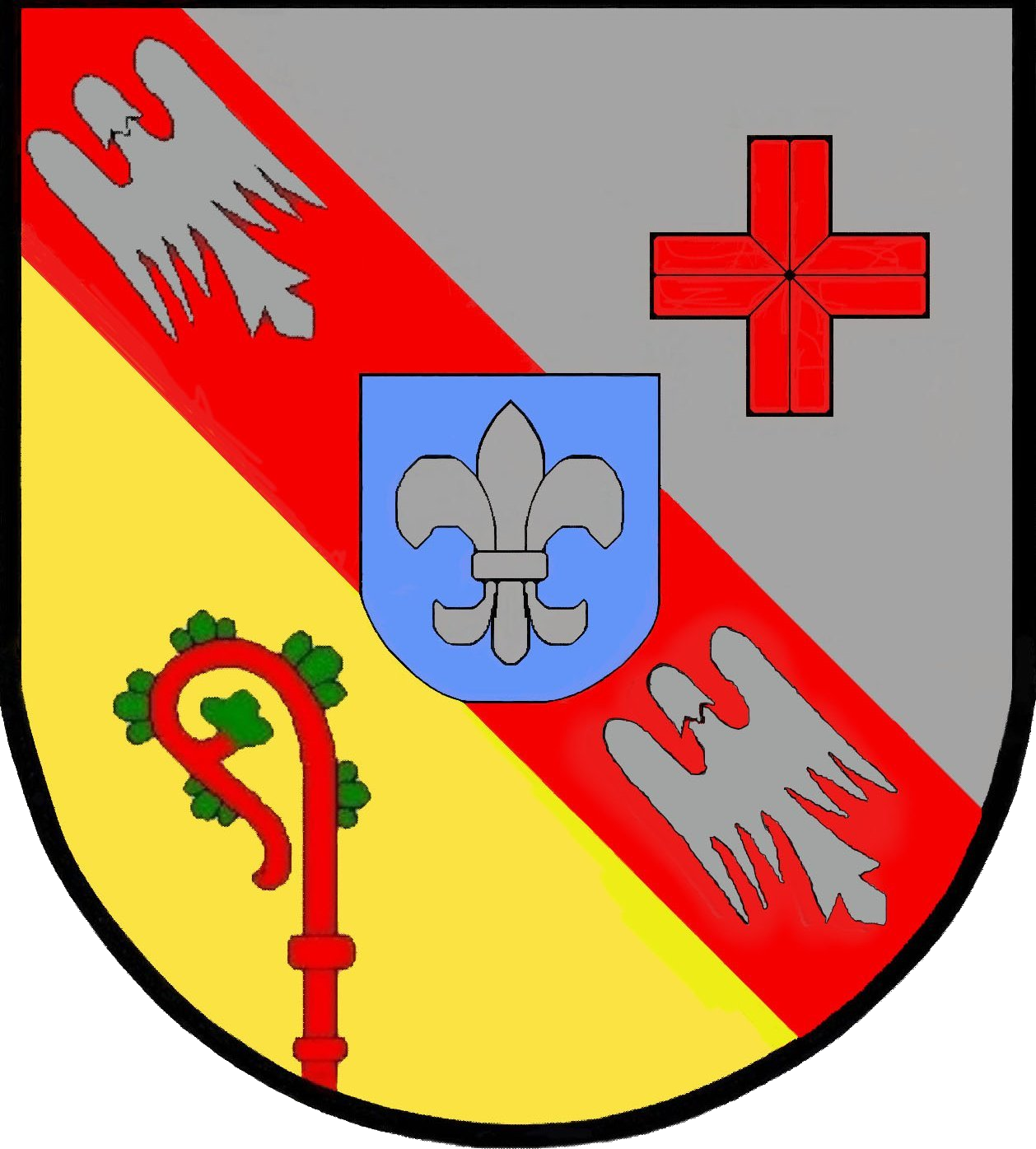
Winterbach

### Ortsteile der Gemeinde Tholey

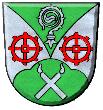
Bergweiler
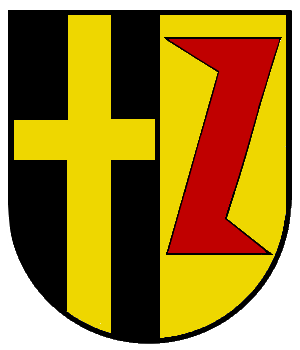
Hasborn-Dautweiler
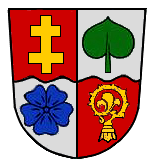
Lindscheid (Tholey)
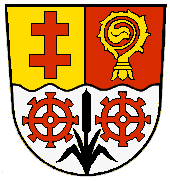
Neipel
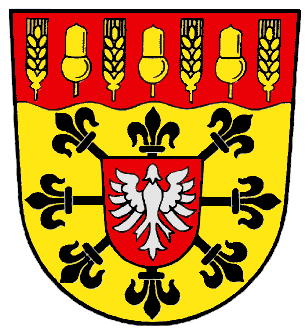
Sotzweiler
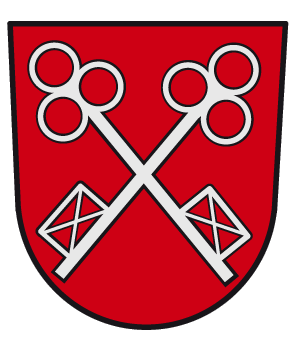
Theley
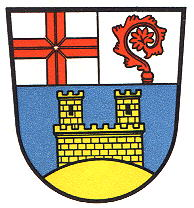
Ortsteil Tholey (bis 1974)

## Blasonierungen
1. ↑  Landkreis St. Wendel: Geteilt von Silber und Blau; darin ein rot bewehrter und rot bezungter Löwe in gewechselten Farben, belegt mit einem goldenen Herzschild, darin eine rote Lilie.